# Eyüp-Sultan-Moschee (Emden)

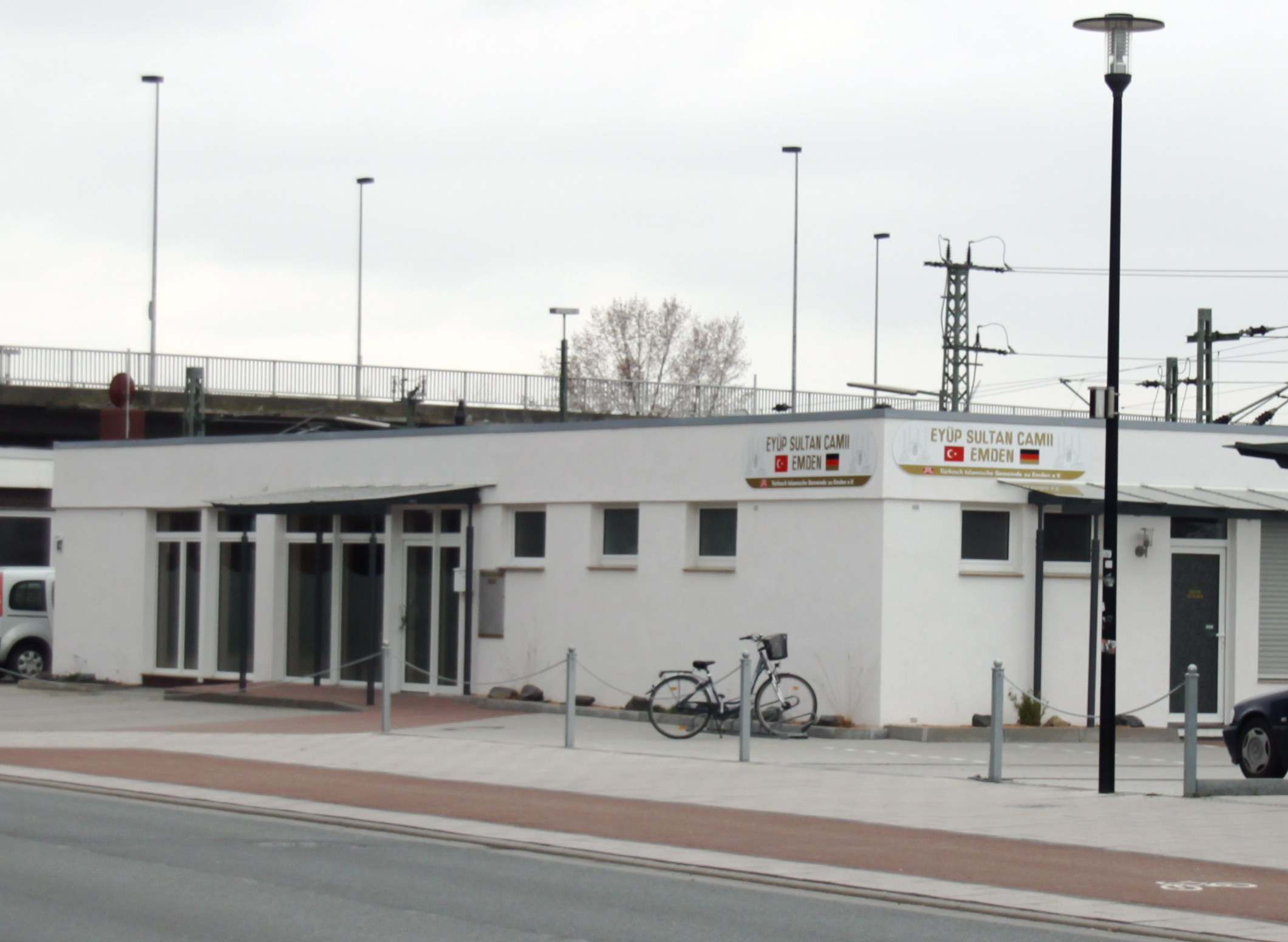
Die Eyüp-Sultan-Moschee

Die Eyüp-Sultan-Moschee (türkisch Eyüp Sultan Camii) in Emden ist das erste islamische Gotteshaus in Ostfriesland. Der Trägerverein der Moschee Türkisch Islamische Gemeinde zu Emden e. V. hat derzeit 70 Mitglieder und gehört zur Türkisch-Islamischen Union (DITIB). Benannt ist sie nach Abu Ayyub al-Ansari.

## Geschichte
Durch Zuwanderung ist der Anteil von Muslimen an der Bevölkerung Ostfrieslands gewachsen. In Emden selbst leben etwa 1300 Muslime bei einer Gesamtzahl von knapp 52.000 Einwohner. Vor dem Bau der Moschee mussten sie zu den nächstgelegenen Moscheen in Papenburg oder Oldenburg fahren. Teilweise wurden Hinterhofmoscheen und Gebetsräume genutzt. Bestattungen nach muslimischem Ritus sind seit geraumer Zeit möglich. Auf dem Friedhof Tholenswehr ist dafür ein eigenes Gräberfeld eingerichtet worden.
Planungen zur Errichtung einer Moschee in Emden gab es schon seit längerer Zeit. Unterstützung erhielten die Muslime bei diesem Vorhaben von der Stadt Emden sowie vom evangelisch-reformierten Kirchenrat in Emden.
Der Trägerverein erwarb 2008 eine sich in der Zwangsversteigerung befindliche ehemalige Gaststätte im Behördenviertel in unmittelbarer Nähe des Emder Hauptbahnhofs und nahm erste Gespräche mit der Stadt zur Errichtung der Moschee auf. Nach Abschluss des Genehmigungsverfahrens im Dezember 2008 begannen die Bauarbeiten, die zu einem großen Teil von den Gemeindemitgliedern in Eigenleistung erbracht wurden.
Nach Abschluss der Bauarbeiten wurde die Moschee im Oktober 2009 ihrer Bestimmung übergeben. An der Einweihungszeremonie beteiligten sich auch der Landessuperintendent des Sprengels Ostfriesland-Ems, Vertreter der Stadt sowie ein Vertreter des Dachverbandes Türkisch-Islamische Union.
Die Türkisch Islamische Gemeinde in Emden hat rund 90 Mitglieder. Ein Viertel davon sind Deutsche mit ausländischen Wurzeln.

## Moschee
Die in den ursprünglichen Planungen vorgesehene Aufstockung des ebenerdigen Gebäudes um ein Stockwerk wurde nicht realisiert. Ein Minarett, von dem aus zum Gebet gerufen wird, wurde nicht geplant. Insgesamt kostete der Umbau rund 130.000 Euro, die durch Spenden aufgebracht wurden.
Die Räumlichkeiten der Moschee sind über 370 Quadratmeter groß. Davon werden etwa 130 Quadratmeter für den Gebetsraum genutzt, der für etwa 200 Gläubige ausgelegt ist. Die Frauen beten in einem separaten Teil. Weitere Räume des Gebäudes werden als Vereinsräume genutzt und dienen als öffentlicher Treffpunkt.